# ساغر (ساز)
ساغر یکی از سازهای ابداعی محمدرضا شجریان است که در نخستین نمایشگاه سازهای ابداعی او در سال ۱۳۹۰ و در دومین نمایشگاه سازهای ابداعی در سال ۱۳۹۲، در خانه هنرمندان ایران به نمایش درآمد. محمدرضا شجریان این ساز را در سال ۱۳۸۷ ابداع کرد. ساز ساغر، در کنسرت‌های گروه شهناز و برخی کنسرت‌های دیگر مورد استفاده قرار گرفته‌است.

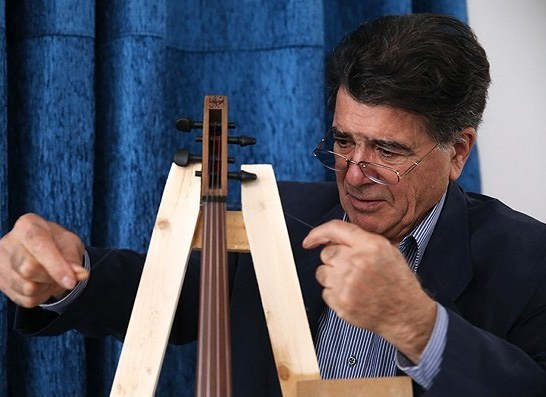
محمدرضا شجریان در دومین نمایشگاه سازهای ابداعی، شهریور ۱۳۹۲

## مشخصات ساز
ساغر، یک ساز زهی زخمه‌ای است که می‌تواند جایگزینی برای صدای سازهای عود و تار محسوب شود. این ساز به لحاظ ابعاد حدوداً هم اندازهٔ ساز تار است و کاسهٔ آن از عود یا بربط کوچکتر است. ساغر دارای ۱۰ سیم است و جایگاه صدای تار و رباب آلتو را دارد.